# Халлыев, Аманмурад Реджепмурадович
Аманмурад Реджепмурадович Халлыев (туркм. Amanmyrat Hallyýew) — туркменский государственный деятель, судья.

## Биография
Родился в 1973 году в селе Келеджар Геок-Тепинского района.
Образование высшее. В 1995 году окончил Туркменский государственный университет. По специальности — юрист.
1991—1992 — рабочий дайханского объединения «Шоргала» Геоктепинского этрапа.
1997—1999 — делопроизводитель, старший прокурор отдела надзора за законностью судебных постановлений Ахалской велаятской прокуратуры.
1999—2001 — следователь прокуратуры Рухабатского этрапа Ахалского велаята, временно исполняющий обязанности прокурора Рухабатского этрапа.
2001—2002 — прокурор управления по надзору за расследованием преступлений Ахалской велаятской прокуратуры.
2002—2004 — сотрудник Генеральной прокуратуры Туркменистана.
24.12.2004 — 21.07.2006 — прокурор этрапа Берекет Балканского велаята.
21.07.2006 — 05.04.2008 — прокурор Марыйского велаята.
05.04.2008 — 04.10.2011 — 1-й заместитель Генерального прокурора Туркменистана.
25.06.2010 — 28.08.2010 — исполняющий обязанности Генерального прокурора Туркменистана.
04.10.2011 — 31.08.2013 — Председатель Верховного суда Туркменистана.
31.08.2013 — 04.05.2017 — Генеральный прокурор Туркменистана.
4 мая 2017 года освобожден от должности «за серьезные недостатки в работе». Дальнейшая судьба неизвестна.

## Награды и звания
- Медаль «Edermenlik»
- Медаль «Watana bolan söygüsi üçin» (20.10.2014)
- «Почетный работник органов прокуратуры Туркменистана» (22.06.2012)

## Варианты транскрипции имени
- Имя: Аманмырат